# Альпказе
Альпказе (итал. Alpkäse) — это итальянский сыр, сделанный из коровьего молока в Трентино — Альто-Адидже.
Происхождение этого сыра связывают с Альпами в Германии/Австрии. Emmental по сути такой же как и его родственник Швейцарский сыр, он также украшен небольшими отверстиями, которые называют «слёзы». Подобно большинству твёрдых и полутвёрдых сыров, чем более он старше, там изысканней вкус он приобретает. Сыр Аlpkase из Trentino Alto Adige изготовляется из коровьего молока. Вариации изготовления этого сыра превышают шестьдесят вариантов, включая местные рецепты (например, Asiago Antico Maso Rosso, Arunda, Asiago d’allevo, Asiago Mezzano и Asiago Pressato Trentino).